# Neblinaglansstaartkolibrie
De neblinaglansstaartkolibrie (Metallura odomae) is een vogel uit de familie Trochilidae (kolibries). De vogel werd in 1978 (en mogelijk al eerder) ontdekt en in 1980 geldig beschreven door G.R. Graves. Het is een nog algemene vogelsoort binnen een zeer beperkt gebied op de grens van  Ecuador en Peru.

## Kenmerken
De vogel is 10 tot 11 cm lang en weegt 4,8 tot 5,2 g. Het mannetje heeft een middellange, zwarte, rechte snavel en is van boven geelachtig olijfgroen met lichte randen aan de veren. De veren op de kop hebben een koperkleurige glans en hij heeft een donkerrode vlek op de keel. De staart is van boven hemelsblauw met een groen waas en van onder geelgroen met witte stippels op de uiteinden van de staartveren. Het vrouwtje verschilt niet zo sterk van het mannetje, de keelvlek is minder duidelijk, maar doffer rood.

## Verspreiding en leefgebied
Deze soort komt voor in het zuiden van de provincies Loja en Zamora-Chinchipe van Ecuador en in het noorden van de aangrenzende Peruaanse provincies Piura en Cajamarca. Het leefgebied bestaat uit ruig begroeide ravijnen in de Andes in de buurt van de boomgrens tussen de 2600 en 3350 m boven zeeniveau.

## Status
De neblinaglansstaartkolibrie heeft een beperkt verspreidingsgebied. Tussen 1988 en 2008 achtte men de kans op uitsterven aanwezig en daarom stond de vogel toen als gevoelig op de Rode Lijst van de IUCN. De grootte van de populatie werd in 2012 door BirdLife International geschat op minstens 10 duizend individuen en de populatie-aantallen zijn waarschijnlijk stabiel omdat het leefgebied grotendeels in beschermde of in niet bedreigde natuurgebieden ligt. Om deze redenen geldt deze soort sinds 2012 als niet bedreigd.